# قصة الإسلام (موقع)
موقع قصة الإسلام موقع إسلامي باللغة العربية والإنجليزية والإسبانية والبرتغالية والفرنسية والصينية والإندونيسية (تتم ترجمته الآن إلى لغات أخرى)، يشرف عليه الداعية المصري المهتم بالتاريخ الإسلامي راغب السرجاني، ويحتوي الموقع على مقالات، ودراسات، وبحوث، وكتب، وأخبار، وتحليلات، وصوتيات، ومرئيات، وفلاشات، وخرائط متحركة، وصور، ومعلومات تاريخية؛ تستوفي العصور الإسلامية المختلفة، بدءًا من السيرة النبوية وحتى العصر الحديث. كما يعرض معلومات وصوراً عن دول العالم الإسلامي المعاصرة، وتراجم للشخصيات التاريخية القديمة والحديثة، ويحوي أيضًا أبواباً تفاعلية وهي استبيان، استشارات، منتديات، مسابقات، أسئلة، تعليقات.

## الأهداف
- استنباط عوامل النهضة والاستفادة منها في إعادة بناء الأمة.
- بعث الأمل في نفوس المسلمين، وحثهم على العلم النافع والعمل البناء؛ لتحقيق الهدف.
- تنقية التاريخ الإسلامي وإبراز الوجه الحضاري فيه

## المحاضرات
يحتوي الموقع أيضا على عدد كبير من المحاضرات الصوتية والمرئية في التاريخ وغيره للدكتور راغب السرجاني أو لعلماء إسلاميين آخرين أشهرها سلسلة الأندلس من الفتح إلى السقوط

## خدمات الموقع
يقدم موقع قصة الإسلام عدة خدمات منها:
- مقالات لكثير من العلماء
- حلقات برامج وتسجيلات لكثير من العلماء
- ترجمة المقالات لعدة لغات (7 لغات حتى الآن)
- بث مباشر لمحاضرات الدكتور راغب السرجاني
- مواقيت الصلاة
- التاريخ الهجري والميلادي
- درجة الحرارة

## وصلات خرجية
- الموقع الرسمي نسخة محفوظة 9 مايو 2020 على موقع واي باك مشين.